# Nou vides
Nou vides (títol original: Nine Lives) és una pel·lícula estatunidenca escrita i dirigida per Rodrigo García, estrenada l'any 2005. Ha estat doblada al català.

## Argument
En nou plans-seqüències, nou retrats de dones d'avui, de mitjans i d'edats diferents, que el destí les fa de vegades creuar-se, amb els temes de les relacions pares-fills, l'amor fracturat, l'adulteri, la malaltia i la mort.
- Sandra, detinguda en una presó per a dones, vol seguir en contacte amb la seva filla. Però quan rep la seva visita, s'enutja i s'esfondra emocionalment contra un telèfon trencat de la seva cabina, impedint comunicar-se amb la seva filla
- Jove embarassada, Diana es troba de sobte amb un dels seus amors passats, Damian, en una botiga, tot i que cadascú pel seu costat ha refet la seva vida.
- Holly va a casa per enfrontar-se al seu sogre (el guardià de la presó del primer retrat) que la va abusar sexualment i agita, de manera histèrica, un revòlver sobre aquest últim abans d'intentar suïcidar-se.
- Sonia va amb el seu espòs al nou pis d'una parella d'amics (el marit de la parella d'amics és Damian, vist al segon retrat) i afronta la seva vida privada davant els amfitrions
- La jove Samantha és sacsejada entre un pare discapacitat i una mare que no arriba ja a comunicar amb el seu marit, i aquests li posen qüestions que l'afecten.
- Lorna va amb els seus pares a l'enterrament de l'esposa del seu ex-marit, que s'ha suïcidat. Però ha de fer front al desig sexual d'aquest últim.
- Ruth, vist en el cinquè retrat, decideix escapar de la seva vida, anant a un hotel amb un altre home, però la culpabilitat el rosega al moment quan va a l'habitació on era Sandra, de la qual s'assabenta que s'ha evadit.
- Camille, que s'ha d'operar d'un Càncer de mama, passa el seu temps discutint amb el seu marit, que tracta de donar-li suport i es queixa del personal hospitalari, del qual Holly forma part.
- Maggie discuteix de la vida amb la seva filla Maria en el transcurs d'un pícnic en un cementiri i s'adona que té necessitat del reconfort d'aquesta última.

## Repartiment
- Elpidia Carrillo: Sandra
- Aomawa Baker: Guàrdia
- Miguel Sandoval: Adjunt xèrif Ron
- Mary Pat Dowhy: Nicole
- Andy Umberger: Guàrdia
- K Callan: Marisa
- Chelsea Rendon: Filla de Sandra
- Robin Wright Penn: Diana
- Jason Isaacs: Damian
- Sydney Tamiia Poitier: Vanessa
- Lisa Gay Hamilton: Holly
- Holly Hunter: Sonia
- Stephen Dillane: Martin
- Daniel Edward Mora: Recepcionista
- Molly Parker: Lisa
- Amanda Seyfried: Samantha
- Sissy Spacek: Ruth
- Ian McShane: Larry
- Amy Brenneman: Lorna
- Mary Kay Place: Dr. Alma Wyatt
- Lawrence Pressman: Roman
- Rebecca Tilney: Rebecca
- William Fichtner: Andrew
- Andrew Borba: Paul
- Aidan Quinn: Henry
- Kathy Baker: Camille
- Amy Lippens: Infermera
- Joe Mantegna: Richard
- Glenn Close: Maggie
- Dakota Fanning: Maria

Nine Lives va trobar una bona acollida de la crítica, amb un percentatge del 75 % al lloc Rotten Tomatoes, basat en 84 comentaris i una nota mitjana de 6.7⁄10 i una mitjana de 80⁄100 al lloc Metacritic, basat en 25 comentaris.

## Premis i nominacions
- Lleopard d'or al Festival de Locarno 2005
- Lleopard a la millor interpretació femenina per al conjunt del repartiment femení al Festival de Locarno 2005

## Crítica
- "Sofisticada, elegant, perfectament mesurada dintre del termini i en la forma escaient. El director (Garcia) exerceix un control magistral i el seu extens repartiment està impecable. És rar un film d'episodis que aconsegueixi major força a força d'acumular-los. Un film tan memorable com subtil."[6]
- "Els episodis instantàniament t'atrapen i mantenen la seva intensitat. (...) A tot el repartiment li donaria un remolc de Oscars."[7]
- "Extraordinàriament rica i gratificant."[2]